# Marele Sanctuar de la Izumo

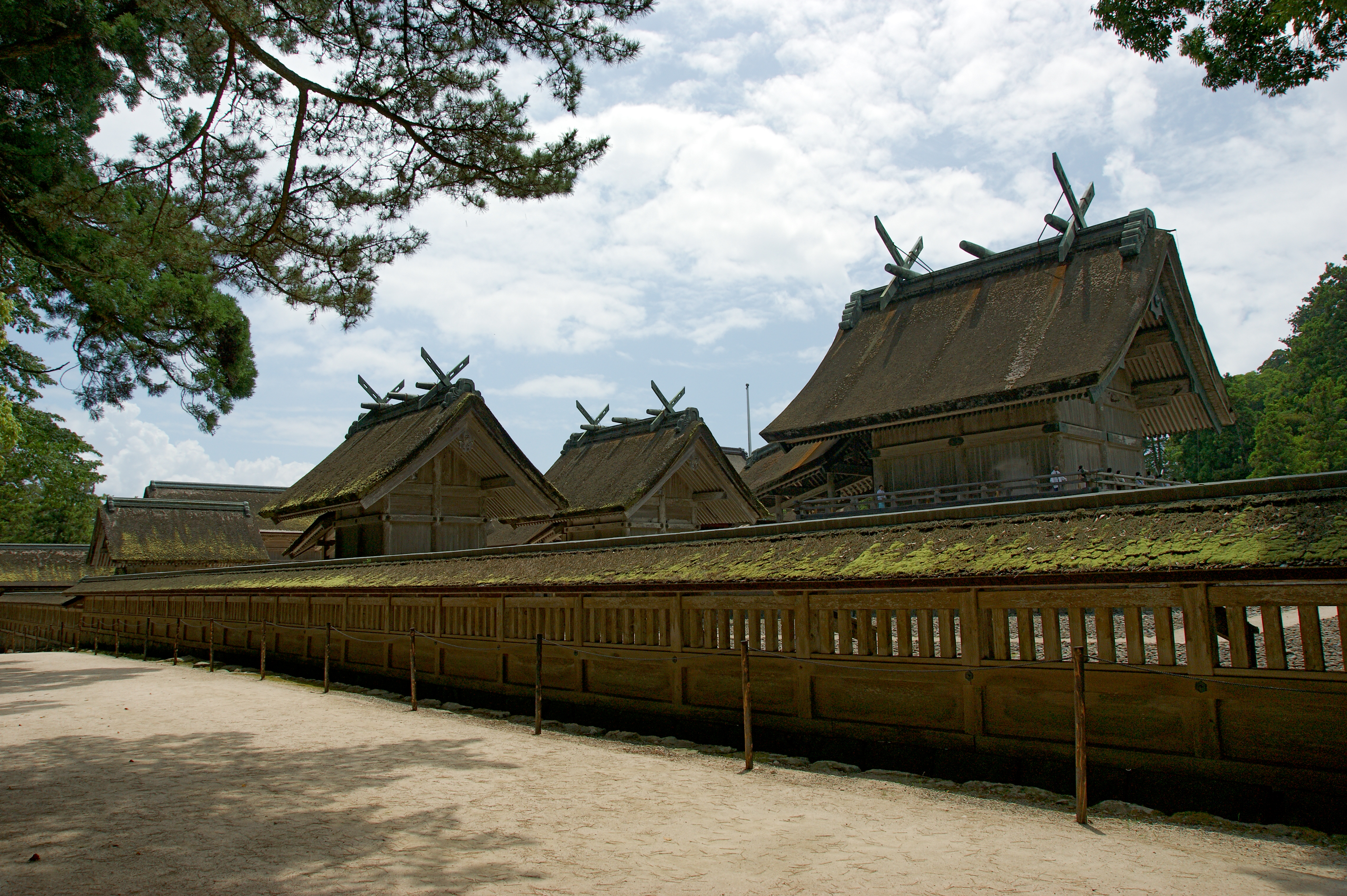
Complexul religios de la Izumo.

Marele Sanctuar de la Izumo sau Izumo-taisha (出雲大社) este un complex religios șintoist din orașul Izumo, prefectura Shimane din Japonia. Complexul este al doilea ca importanță pentru șintoiști, după Marele Sanctuar de la Ise și îi este dedicat zeului Ōkuninushi, o zeitatea a fericirii și a căsătoriilor.
Sanctuarul este unul dintre cele mai importante locuri de pelerinaj ale japonezilor și una dintre cele mai celebre atracți ale Japoniei, fiind un monument al patrimoniului național.

## Istorie
Conform scrierilor Kojiki și Nihon Shoki, cele mai vechi texte ale istoriei japoneze, zeul Ningi-no-Mikoto, nepotul zeiței solare Amaterasu, a coborât pe meleagurile japoneze unde l-a întâlnit pe zeul Ōkuninushi ce i-a acordat acestuia controlul arhipelagului. Mulțumită de gestul lui Ōkuninushi, zeița Amatersau l-a însărcinat pe acesta să organizeze din Izumo noua națiune japoneză. În acest sens, conform legendei șintoiste Izumo ar fi fost prima capitală a Japoniei. Marele Sanctuar a fost construit la Izumo pentru a comemora marea realizare a lui Ōkuninushi, neștiindu-se data exactă a construcției.

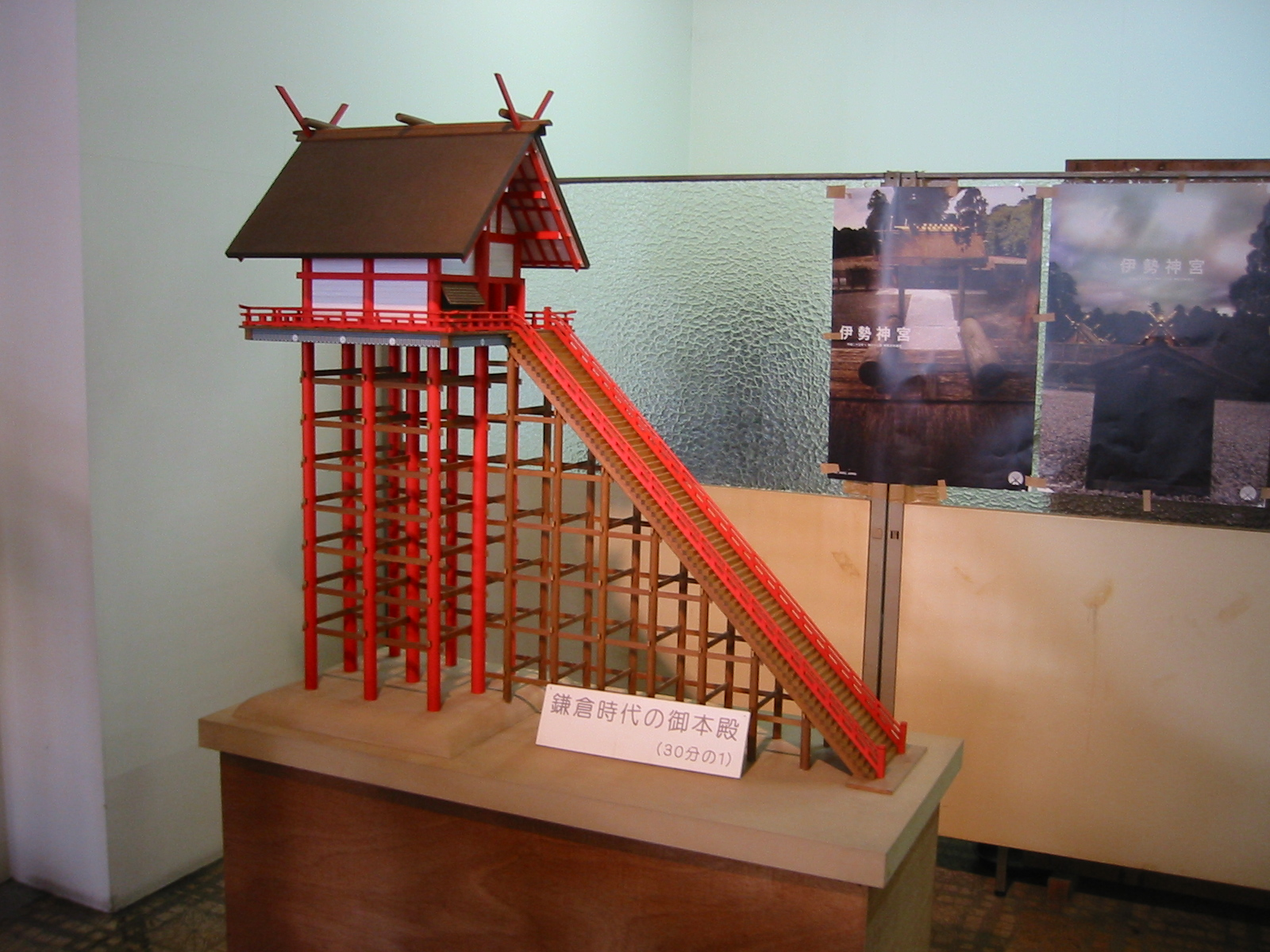
Machetă a vechiului design al sanctuarului.

Marele Sanctuar de la Izumo a fost încă din cele mai vechi timpuri unul dintre cele două mari centre religioase ale Japoniei, alături de Marele Sanctuar de la Ise. Inițial, Marele Altar al sanctuarului a fost construit din lemn și așezat pe niște piloni înalți, preoții șintoiști fiind nevoiți să urce o scară imensă pentru a ajunge acolo. Conform scrierii Kojiki, altarul sanctuarului a fost multă vreme cea mai mare clădire din lemn din Japonia. Un text din anul 950 d.Hr afirmă că Marele Altar de la Izumo, având o înălțime de 48 de metri, este cea mai înaltă clădire din Japonia, depășind chiar și Tōdai-ji, uriașul templu unde se află statuia din bronz a Marelui Buddha din Nara, templul având o înălțime de 45 de metri.
De-a lungul timpului din cauza cutremurelor sanctuarul a fost reconstruit de mai multe ori, în prezent având o dimensiune redusă în comparație cu perioadele anterioare. Pe lângă scrierile ce amintesc de vechea sa formă, în urma unor săpături arheologice au fost găsite mai multe bucăți din treptele scării,  balustrade și chiar și un pilon, aceste vestigi fiind așezate în muzeul sanctuarului.

## Importanță
În prezent, Sanctuarul de la Izumo ce cuprinde un complex de altare dedicate diferitelor divinități șintoiste, altarul principal fiindui dedicat lui Ōkuninushi, este locul unor importante ceremoniale religioase ale poporului japonez. Cea mai importantă sărbătoare este Festivalul Imperial de pe 14-15 mai. Alte sărbători importante ce atrag mulți pelerini ar fi: Festivalul Omike (1 ianuarie), Festivalul Predicii (17 februarie) și Festivalul dedicat Sanctuarului Izumo (6-9 august).